# Juan Vicente Podestá
Juan Vicente Podestá (Montevideo, 1861-San Vicente, Buenos Aires; 1915) fue un trapecista, artista de circo y actor de teatro uruguayo de amplia carrera en Argentina.

## Carrera
Hijo de genoveses, María Teresa Torterolo y Pedro Podestá, dueño de un almacén en barrio Chacabuco, perteneció a la primera generación de una enorme familia de artistas circenses. Era hermano de actores de mayor renombre como Pablo Podestá, José Podestá, Antonio Podestá y Gerónimo Podestá, y otros menos conocidos como Pedro Podestá (h), Graciana Podestá, Luis Podestá y Amadeo Podestá. También fue el tío de las actrices  y tío de Blanca y María Podestá.
Estuvo casado con la actriz teatral y de circo Esther Boggini, con quien tuvo a cuatro hijos: Hebe, Totón, Marino y Aparicio Podestá.
En lo que respecta al circo rioplatense, su lugar de formación, fue junto a su hermano Pepe, que formó una pareja de formidables trapecistas. Desde muy joven instala un circo de barrio, en un galpón ubicado en las calles Isla de Flores y Convención. Allí, junto a sus hermanos, ofrece diversas piruetas y números arriesgados. Juntos atraían público en las dos capitales. Llegaron a recibir un premio en el mismísimo Teatro Colón, en un espectáculo a beneficio de los huérfanos de los batallones de Mitre, luego de acallarse las armas del estallido revolucionario. En 1893, cuando Marcelo Torcuato de Alvear participaba del levantamiento revolucionario, conocieron al importante famoso Frank Brown.
Participó de una temporada ambulante por pueblos del Uruguay acompañando a sus hermanos José y Antonio, Enrique Bozán, Alejandro Scotti, Federico Arnold, Pepe Silva, el payaso cubano José Camilo Rodríguez y su esposa María, prestando una función en el Circo 18 de Julio.  Mucho tiempo después Junto con sus hermanos Antonio, Pablo y José se presentaron en el Teatro Rivadavia con el título de "Podestá Hermanos".
El 18 de agosto de 1881 ocuparon el Teatro Politeama Gálvez de Rafael Rafetto en Santa Fe. En 1884 trabajó en Buenos Aires, en el circo Humberto Primo, situado en Moreno y Ceballos, en la actual esquina del Departamento de Policía metropolitano.
En 1896 integra la compañía "Podestá - Scotti". En 1910 cuando ocurrió la primera separación de Compañía Podestá. Juan permaneció junto a Antonio, Pepe, Pablo Totón, Esther, Marino y Aparicio, presentándose en el Teatro Apolo.
Tras la muerte de su esposa ocurrida en 1907, Juan Vicente Podestá se retira a una chacra que tenía en propiedad con su hermano Antonio Domingo, allí vive durante siete años hasta su repentino fallecimiento en 1915.

## Teatro
- Justicia criolla (que fue primeramente representada por la compañía española de Enrique Gil)
- La trilla
- El burro Pancho Adivino, presentado en Rosario, Santa Fe.
- Don Pascual (1886)
- Juan Cuello (1890)
- Juan Moreira (1890), de Arturo Berutti, donde encarnó al gaucho Contreras.
- Martín Fierro (1890)
- Aventuras (1895)
- Honrada (1886)
- El payador (1901), zarzuela de Emilio Onrubia (h).
- Moreira en Ópera (1901)
- Fausto criollo (1894) y (1910)
- Por María (1901)
- Antonio abajo la careta! (1901) de Enrique Buttaro
- La fonda del pajarito (1901), de Rodolfo Puga
- Fumadas (1901), sainete.
- A Palermo! (1901)
- Amor y lucha (1901) de Enrique Soria.
- La fosforera (1901)
- La polca del espiante (1901)
- Del Plata al Transwal (1901)
- Don Juan Manuel (1905), con Antonio Podestá, Hebe Podestá, José Podestá, C. Mascini, Pablo Podestá, Arturo de Nava, H. Zurlo, J. Petra y María Esther Podestá.[7]

## Literatura
- Gorlero, Pablo (2004).  M.H. Oliveri, ed. Historia de la comedia musical en la Argentina: desde sus comienzos hasta 1979. Buenos Aires. p. 213.
- Pelletieri, Ovaldo (2007). Huellas escénicas. Buenos Aires: Galerna. ISBN 978-950-556-520-7.

- Datos: Q16585228